# Меміно
Меміно (рос. Мемино) — присілок у Кіриському районі Ленінградської області Російської Федерації.
Населення становить 19 осіб. Належить до муніципального утворення Глажевське сільське поселення.

## Історія
Згідно із законом від 1 вересня 2004 року № 49-оз органом  місцевого самоврядування є Глажевське сільське поселення.

## Населення
| 1838 | 1862 | 1885 | 1928 | 1961 | 1997 | 2002 |
| ---- | ---- | ---- | ---- | ---- | ---- | ---- |
| 222  | ↗294 | ↘289 | ↗400 | ↘107 | ↘33  | ↘29  |
| 2007 | 2010 | 2017 |      |      |      |      |
| ↘28  | ↘16  | ↗19  |      |      |      |      |